# National Basketball Association 1981-1982
La stagione della National Basketball Association 1981-1982 fu la 36ª edizione del campionato NBA. La stagione si concluse con la vittoria dei Los Angeles Lakers, che sconfissero i Philadelphia 76ers per 4-2 nelle finali NBA.

## Squadre partecipanti
- Atlanta Hawks
- Boston Celtics
- Chicago Bulls
- Cleveland Cavaliers
- Dallas Mavericks
- Denver Nuggets
- Detroit Pistons
- G.S. Warriors
- Houston Rockets
- Indiana Pacers
- K.C. Kings
- L.A. Lakers

- Milwaukee Bucks
- N.J. Nets
- N.Y. Knicks
- Phoenix Suns
- Philadelphia 76ers
- Portland T. Blazers
- San Antonio Spurs
- San Diego Clippers
- Seattle S.Sonics
- Utah Jazz
- Washington Bullets

## Classifica finale

### Eastern Conference
| Squadra            | V  | P  | %    | GB |
| ------------------ | -- | -- | ---- | -- |
| Boston Celtics     | 63 | 19 | 76,8 | -  |
| Philadelphia 76ers | 58 | 24 | 70,7 | 5  |
| New Jersey Nets    | 44 | 38 | 53,7 | 19 |
| Washington Bullets | 43 | 39 | 52,4 | 20 |
| New York Knicks    | 33 | 49 | 40,2 | 30 |

| Squadra             | V  | P  | %    | GB |
| ------------------- | -- | -- | ---- | -- |
| Milwaukee Bucks     | 55 | 27 | 67,1 | -  |
| Atlanta Hawks       | 42 | 40 | 51,2 | 13 |
| Detroit Pistons     | 39 | 43 | 47,6 | 16 |
| Indiana Pacers      | 35 | 47 | 42,7 | 20 |
| Chicago Bulls       | 34 | 48 | 41,5 | 21 |
| Cleveland Cavaliers | 15 | 67 | 18,3 | 40 |

### Western Conference
| Squadra           | V  | P  | %    | GB |
| ----------------- | -- | -- | ---- | -- |
| San Antonio Spurs | 48 | 34 | 58,5 | -  |
| Houston Rockets   | 46 | 36 | 56,1 | 2  |
| Denver Nuggets    | 46 | 36 | 56,1 | 2  |
| Kansas City Kings | 30 | 52 | 36,6 | 18 |
| Dallas Mavericks  | 28 | 54 | 34,1 | 20 |
| Utah Jazz         | 25 | 57 | 30,5 | 23 |

| Squadra                | V  | P  | %    | GB |
| ---------------------- | -- | -- | ---- | -- |
| Los Angeles Lakers C   | 57 | 25 | 69,5 | -  |
| Seattle SuperSonics    | 52 | 30 | 63,4 | 5  |
| Phoenix Suns           | 46 | 36 | 56,1 | 11 |
| Golden State Warriors  | 45 | 37 | 54,9 | 12 |
| Portland Trail Blazers | 42 | 40 | 51,2 | 15 |
| San Diego Clippers     | 17 | 65 | 20,7 | 40 |

## Vincitore
| Campione NBA 1981-1982         |
| ------------------------------ |
| Los Angeles Lakers (8º titolo) |

## Statistiche
| Categoria          | Giocatore      | Team              | Statistiche |
| ------------------ | -------------- | ----------------- | ----------- |
| Punti              | George Gervin  | San Antonio Spurs | 32.3        |
| Rimbalzi           | Moses Malone   | Houston Rockets   | 14.7        |
| Assist             | Johnny Moore   | San Antonio Spurs | 9.6         |
| Palle rubate       | Magic Johnson  | L.A. Lakers       | 2.7         |
| Stoppate           | George Johnson | San Antonio Spurs | 3.1         |
| Palle perse        | Isiah Thomas   | Detroit Pistons   | 4.2         |
| Minuti per partita | Moses Malone   | Houston Rockets   | 42.0        |
| FG%                | Artis Gilmore  | Chicago Bulls     | 65.2        |
| FT%                | Kyle Macy      | Phoenix Suns      | 89.9        |
| 3FG%               | Campy Russell  | N.Y. Knicks       | 43.9        |
| Efficienza         | Moses Malone   | Houston Rockets   | 26.8        |

## Premi NBA
| Premio                              | Giocatore     | Team               |
| ----------------------------------- | ------------- | ------------------ |
| NBA Most Valuable Player Award      | Moses Malone  | Houston Rockets    |
| NBA Rookie of the Year Award        | Buck Williams | N.J. Nets          |
| NBA Coach of the Year Award         | Gene Shue     | Washington Bullets |
| NBA Executive of the Year Award     | Bob Ferry     | Washington Bullets |
| J. Walter Kennedy Citizenship Award | Kent Benson   | Detroit Pistons    |